# برشاوشان أخضر جبلي
برشاوشان أخضر جبلي (الاسم العلمي: Adiantum viridimontanum) هو نوع من النباتات يتبع جنس البرشاوشان من الفصيلة الديشارية.